# Замчићи
Замчићи (пољ. Zamczycy; рус. Замчичи) су били западнословенско племе, део племенског савеза Љутића. Живели су око језера Рипин, на северозападу данашње немачке државе Бранденбург. Нејасно је да ли су племена Замчићи и Земчићи били два посебна племена или једно, чије је име у различитим изворима другачије записано.
Замчићи су се граничили са Речанима на истоку, Дошанима на западу, док су их шумовита подручја, на северу, одвајала од Ретара, и на југу, од Хавољана. Замчићи су вероватно били слабо повезани са Хавољанима и њиховим светилиштем у Бранденбургу.
Најкасније од почетка 10. века политички центар Замчића је вероватно био кнежевски замак на острву Погенвердер у језеру Рипин (Славенбург Рипин). На супротној обали, у месту Алт Рипин, постојало је њихово насеље. Још једно култно средиште Замчића је вероватно било утврђење Алтфрисак на острву у језеру Буц Зе, у чијој близини је пронађена дрвена фигура словенског бога. На западној обали језера Рипин налазио се још један њихов замак, Тресков. У другој половини 12. века њихова земља је дошла под немачку власт, након чега је у њој почело насељавање Немаца. Око 1214. године у овој области успостављено је војводство Рипин.